# Francisco de Navarrete y Ribera
Francisco de Navarrete y Ribera, född 1592 i Sevilla, död 1650, var en spansk författare.
Navarrete y Ribera var synnerligen produktiv som novellförfattare och dramatiker i den mindre genren, varpå många "entremeses" och "sainetes" är bevis. Samlingen Flor de sainetes utkom 1640. Novellerna Las tres humanas och El caballero invisible är intagna i Rivadeneiras Biblioteca de autores españoles. Novelistas posteriores á Cervantes.